# Districte de Kežmarok
El districte de Kežmarok - (eslovac) Okres Kežmarok - és un dels 79 districtes d'Eslovàquia. Es troba a la regió de Prešov, al nord del país. Té una superfície de 630 km², i el 2013 tenia 71.947 habitants. La capital és Kežmarok.

## Demografia
| Godina             | 1994   | 2004    | 2014    | 2024   |
| ------------------ | ------ | ------- | ------- | ------ |
| Nombre de persones | 58.966 | 65.129  | 72.570  | 75.862 |
| Diferència         |        | +10,45% | +11,42% | +4,53% |

| Godina             | 2023   | 2024   |
| ------------------ | ------ | ------ |
| Nombre de persones | 75.188 | 75.862 |
| Diferència         |        | +0,89% |

## Llista de municipis

### Ciutats
- Kežmarok
- Spišská Stará Ves
- Spišská Belá

### Pobles
Abrahámovce | Bušovce | Červený Kláštor | Havka | Holumnica | Hradisko | Huncovce | Ihľany | Jezersko | Jurské | Krížová Ves | Lechnica | Lendak | Ľubica | Majere | Malá Franková | Malý Slavkov | Matiašovce | Mlynčeky | Osturňa | Podhorany | Rakúsy | Reľov | Slovenská Ves | Spišské Hanušovce | Stará Lesná | Stráne pod Tatrami | Toporec | Tvarožná | Veľká Franková | Veľká Lomnica | Vlková | Vlkovce | Vojňany | Vrbov | Výborná | Zálesie | Žakovce